# Poučení z krizového vývoje

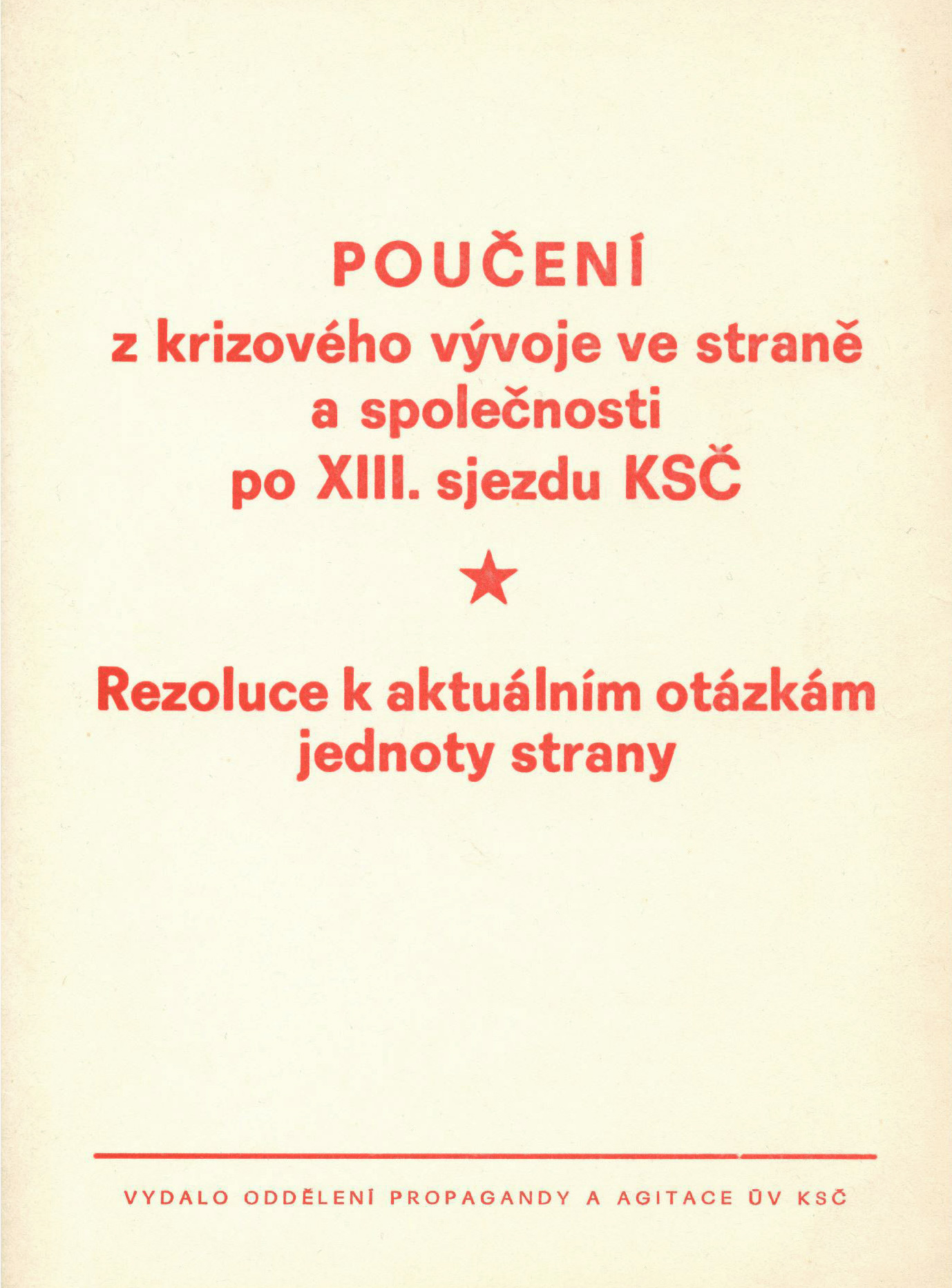
Přední strana propagandistického dokumentu vydaného v roce 1971

Poučení z krizového vývoje ve straně a společnosti po XIII. sjezdu KSČ byl dokument, který Ústřední výbor KSČ schválil 10. prosince 1970 a který popisoval a interpretoval události pražského jara a intervenci vojsk Varšavské smlouvy. Podstatou dokumentu, který se stal ideovým základem období tzv. normalizace, je konstatování, že Československo se od ledna 1968 nachází v krizi a že vstup vojsk Varšavské smlouvy byl bratrskou pomocí. 